# 慶應義塾大学アート・センター
慶應義塾大学アート・センター（英：Keio University Art Center、KUAC）は、1993年に開設された大学附属の研究センター。

## 沿革

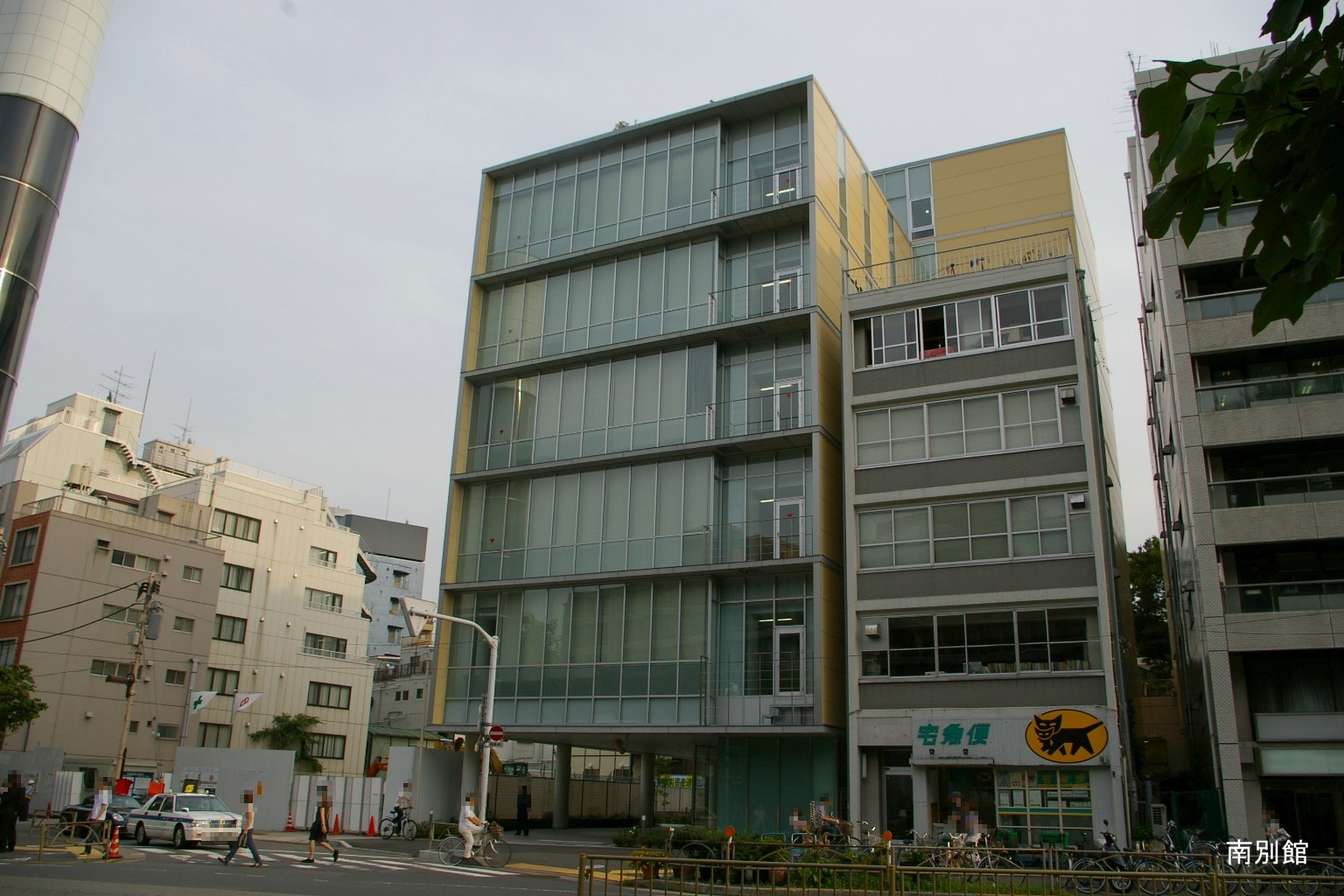
三田キャンパス南別館

- 2009年5月［調査］日吉寄宿舎下見、寄宿舎関係写真調査
- 2009年5月［撮影］日吉記念館、幼稚舎
- 2009年3月［調査］DAASプロジェクトヒアリング、慶應義塾幼稚舎関係文献調査、国際建築・新建築の調査・整備、建築アーカイヴ事例調査・ビブリオ作成
- 2009年3月［WG］第3回ワーキング・グループ：動画による建築アーカイヴの構築とその方法、第4回ワーキング・グループ：前田富士男プロジェクト・リーダーインタビュ
- 2009年3月［撮影］三田南校舎、信濃町慶應病院別館
- 2009年2月［WG］第2回ワーキング・グループ：スチル撮影のスケジュールと方向性、第3回ワーキング・グループ：プロジェクト全体の作業計画

2008年度の活動は、文化庁「全国の博物館・美術館等における収蔵品デジタル・アーカイブ化に関する調査・研究」委託事業の資金によって実施した。

## 交通アクセス
- JR山手線、京浜東北線 田町駅下車(徒歩約8分）
- 都営地下鉄浅草線・都営地下鉄三田線 三田駅下車(徒歩約7分）
- 都営地下鉄大江戸線 赤羽橋駅下車(徒歩約8分)
- 都営バス（田87） 渋谷駅前乗車、慶應義塾大前下車徒歩1分
- 東京〜田町：約10分
- 上野〜田町：約20分
- 渋谷〜田町：約15分
- 新宿〜田町：約25分
- 水道橋〜三田：約15分
- 渋谷〜慶大前（バス利用）：約30分
- 羽田空港〜田町：約30分（モノレールもしくは京浜急行線利用）[3]